# Physa jennessi
Physa jennessi är en snäckart som beskrevs av Dall 1919. Physa jennessi ingår i släktet Physa och familjen blåssnäckor.

## Underarter
Arten delas in i följande underarter:
- P. j. jennessi
- P. j. athearni